# Cö shu Nie
I Cö shu Nie (Giapponese: コシュニエ, Hepburn: Ko Shu Nie) sono una rock band giapponese formatasi nella Prefettura di Osaka nel 2011. La formazione attuale comprende Miku Nakamura e Shunsuke Matsumoto.

## Storia
Il gruppo fu fondato dalla cantante Miku Nakamura e dal bassista Shunsuke Matsumoto nel 2011. Nel 2013 pubblicarono indipendentemente i mini-album Hydra e Org, a cui seguirono Puzzle nel 2016 e Overkill nel 2017. Nel 2018, con l’entrata nel gruppo del batterista Ryosuke Fujita, si assesta la formazione attuale e nello stesso anno avviene il loro debutto con una major, con l'uscita del primo singolo "Asphyxia" (opening dell’anime Tokyo Ghoul:re) attraverso Sony Music Japan. Ad ottobre esce l’EP Aurora. Nel 2019 realizzano "Zettai Zetsumei" e "Lamp" come ending per l’anime The Promised Neverland e “bullet” per l’anime Psycho-Pass 3.  A dicembre viene pubblicato il loro primo album, Pure. Nel 2020 "red strand" è utilizzata come colonna sonora del film Psycho-Pass: First Inspector, ed alla fine dell’anno viene esce il loro secondo EP LITMUS. Nel 2021 realizzano “give it back”, utilizzata come ending per l’anime Jujutsu Kaisen.

A giugno 2021, il batterista Ryosuke Fujita annuncia il suo ritiro dalla band a causa delle sue cattive condizioni fisiche. La band continuerà le proprie attività senza pause, tornando ai propri membri originali con Miku Nakamura alla voce e Shunsuke Matsumoto alla composizione.

## Discografia

### Album in studio
| Titolo          | Dettagli                                                                                                   | Classifiche | Classifiche   |
| Titolo          | Dettagli                                                                                                   | JPN Oricon  | JPN Billboard |
| --------------- | --- | ----------- | ------------- |
| Pure            | - Pubblicato: 11 dicembre 2019 - Etichetta: Sony Music Associated Records - Formato: CD, download digitale | 29          | 27            |
| Flos Ex Machina | - Pubblicato: 3 marzo 2022 - Etichetta: Sony Music Associated Records - Formato: CD, download digitale     | —           | —             |

### Mini album
| Titolo                     | Dettagli                                                                      | Classifiche | Classifiche   |
| Titolo                     | Dettagli                                                                      | JPN Oricon  | JPN Billboard |
| -------------------------- | ----------------------------------------------------------------------------- | ----------- | ------------- |
| Hydra (イドラ Idora)       | - Pubblicato: 18 dicembre 2013 - Etichetta: Silver Star Records - Formato: CD | —           | —             |
| Org (オルグ Orugu)         | - Pubblicato: 18 dicembre 2013 - Etichetta: Vibrateshow Records - Formato: CD | —           | —             |
| Puzzle (パズル Pazuru)     | - Pubblicato: 20 aprile 2016 - Etichetta: Silver Star Records - Format: CD    | —           | —             |
| Overkill (Rilascio locale) | - Pubblicato: 21 luglio 2017 - Etichetta: Self-released - Formato: CD         | —           | —             |

### EP
| Titolo | Dettagli                                                                                       | Classifiche | Classifiche   |
| Titolo | Dettagli                                                                                       | JPN Oricon  | JPN Billboard |
| ------ | ---------------------------------------------------------------------------------------------- | ----------- | ------------- |
| Aurora | - Pubblicato: 24 ottobre 2018 - Etichetta: Sony Music Japan - Formato: CD, download digitale   | 76          | 67            |
| Litmus | - Pubblicato: November 11, 2020 - Etichetta: Sony Music Japan - Formato: CD, download digitale | 56          | 46            |

### Singoli
| Titolo                                                           | Anno | Classifiche | Album            |
| Titolo                                                           | Anno | JPN Oricon  | Album            |
| ---------------------------------------------------------------- | ---- | ----------- | ---------------- |
| "Maze" (迷路; "Meiro")                                           | 2011 | —           | Non-album single |
| "asphyxia"                                                       | 2018 | 32          | Pure             |
| "Desperately / Lamp" (絶体絶命 / Lamp; "Zettai Zetsumei / Lamp") | 2019 | 37          | Pure             |
| "bullet"                                                         | 2019 | 43          | Pure             |
| "red strand"                                                     | 2020 | —           | Flos Ex Machina  |
| "give it back"                                                   | 2021 | 14          | Flos Ex Machina  |
| "undress me"                                                     | 2021 | —           | Flos Ex Machina  |
| "SAKURA BURST"                                                   | 2022 | 61          | Flos Ex Machina  |
| "Yume wo Misete" (夢をみせて)                                    | 2022 | —           | Non-album single |